# Coccoloba lindeniana
Coccoloba lindeniana là một loài thực vật có hoa trong họ Rau răm. Loài này được (Benth.) Lindau mô tả khoa học đầu tiên năm 1890.